# Кропачек, Альфред фон
Альфред  Риттер фон  Кропачек (нем. Alfred von Kropatschek; 30 января 1838, Бельско, Duchy of Bielsko, Австрийская Силезия, Австрийская империя — 2 мая 1911, Ловран, Австрийское Приморье, Австро-Венгрия) — австрийский генерал и военный инженер, известен разработкой винтовки, названной его именем.

## Биография
Получил образование в артиллерийской академии в Оломоуце и Мериш-Вайскирхене. В 1859 году поступил на службу в армию и участвовал в Итальянской кампании. 
После окончания кампании окончил высшие артиллерийские курсы и в 1864 году был зачислен в Венский артиллерийский комитет. В 1870–1871 годах во время франко-прусской войны совершил учебную поездку в места, где проходили военные действия. С 1877 по 1883 год был начальником Артиллерийского кадетского училища в Вене, но при этом продолжал служить в артиллерии, дослужившись в 1890 году до звания генерал-майора. 
В 1894 году ему было присвоено звание фельдмаршала-лейтенанта, а в следующем году ему был присвоен чин генерал-фельдцейхмейстера, в звании которого вышел на пенсию в 1907 году.

## Разработки
Кропачек известен как изобретатель винтовки, названной в его честь, которая имела трубчатый магазин и послужила основой для французской винтовки Lebel M1886. 
Помимо этого, Кропачек ввёл некоторые новые разработки в области артиллерии. Он изобрёл пружину для лафета пушки M-75, которая уменьшила её отдачу, повысив её эффективность. Была введена установка защитного кожуха на полевую артиллерию и внедрён стандартный патрон для боекомплекта.